# 副跑犀
副跑犀（学名：Subhyracodon）是一種已經滅絕的犀牛，大約生活在3,300萬年前的中新世。副跑犀的體型比爪獸科與漸雷獸還小，也沒有鼻角。

## 外部連結
- Wind Cave National Park page on Subhyracodon
- Paleobiology  Database query for Subhyracodon （页面存档备份，存于）